# Electroputere
 (avril 2010).
Si vous disposez d'ouvrages ou d'articles de référence ou si vous connaissez des sites web de qualité traitant du thème abordé ici, merci de compléter l'article en donnant les références utiles à sa vérifiabilité et en les liant à la section « Notes et références ».
Electroputere est une compagnie roumaine fondée à Craiova en 1949, principal fournisseur national de matériel électrique de toutes sortes (générateurs, transformateurs haute tension…).
À l’étranger, c’est la réalisation de locomotives, parfois exportées, qui lui apporte une certaine notoriété.

## Histoire de l'entreprise

### Contexte
La Roumanie d’après-guerre, passée dans l’orbite soviétique, voit l’instauration d’un régime communiste. Conscients des faiblesses du pays, de son grave retard y compris face à certains États du bloc de l’Est (Pays frères), les dirigeants qui se succèdent mettent en place d’ambitieux plans de développement : sidérurgie, pétrochimie au bord de la Mer Noire… Ces investissements industriels doivent nécessairement s’accompagner d’efforts en matière d’aménagement du territoire, afin d’acheminer le produit fini vers les centres de consommation.[réf. nécessaire]
Le transport, plus particulièrement le chemin de fer, est au centre de toutes les attentions. Les grands axes sont modernisés, progressivement électrifiés. Ainsi naît une activité domestique de construction ferroviaire, profitant du savoir-faire en matière d’appareillages haute tension. Cela assure de surcroît une certaine autonomie au pays, et permet une rentrée de devises bénéfique par le biais des exportations.[réf. nécessaire]

### Chronologie
Le 1er septembre 1949, création de la société Electroputer SA Craiova, dont la production concerne des équipements pour la production d'énergie et le transport ferroviaire. En mai 1968, le général de Gaulle, accompagné de Nicolae Ceaușescu, visite les usines Electroputere à Craiova. L'entreprise compte alors 8 000 salariés, elle produit des locomotives électriques et diesel, la moitié de la production étant exportée dans vingt pays sur trois continents.
En 1990, l'entreprise est déstructurée en 7 sociétés commerciales, qui sont de nouveau réunies en 1994 au sein d'un groupe prenant le nom de Electroputere SA.
À partir de 2001 le groupe est proposé à la privatisation par l'« autorité de privatisation AVAS roumaine », le premier essai, cette même année est un échec ainsi que le deuxième en 2003. En 2006 le groupe représente environ 2 500 salariés et déclare un chiffre d'affaires de 46,5 millions d'euros pour une perte de 14,8 millions d'euros
En février 2007, l'État roumain par l'intermédiaire d'AVAS lance le sixième processus de privatisation, de la société Electroputere SA Craiova, en publiant un appel d'offres pour 62,82 % du capital du groupe, composé de 5 entités. Quatre unités de production : « Appareillage électrique, Machines électriques rotatives, Transformateurs de puissance et Véhicules automobiles ferroviaires et urbains » ; et une unité : « Services généraux et les fabriques : Outils, dispositifs, instruments vérificateurs, Pièces coulées et forgées et Réparations et modernisations de machines-outils et installations technologiques ». Cinq offres sont parvenues dans les délais, trois ont été retenues, et le 11 juin 2007 l'AVAS a indiqué que la meilleurs offre était celle de la société d'Arabie saoudite Al- Arrab Contracting Company Limited (ACC). La Roumanie étant membre de l’Union européenne depuis le 1er janvier 2007, la validation de la transaction doit être signifiée à la Commission européenne avant le 17 novembre. Teodor Atanasiu, président de l'AVAS, et Said Bahjad Said, président d'Al-Arrab Contracting Co (société mère de ACC), signent le 6 novembre 2007 l'acte de privatisation du groupe Electroputere SA Craiova.

## Production ferroviaire

### Généralité

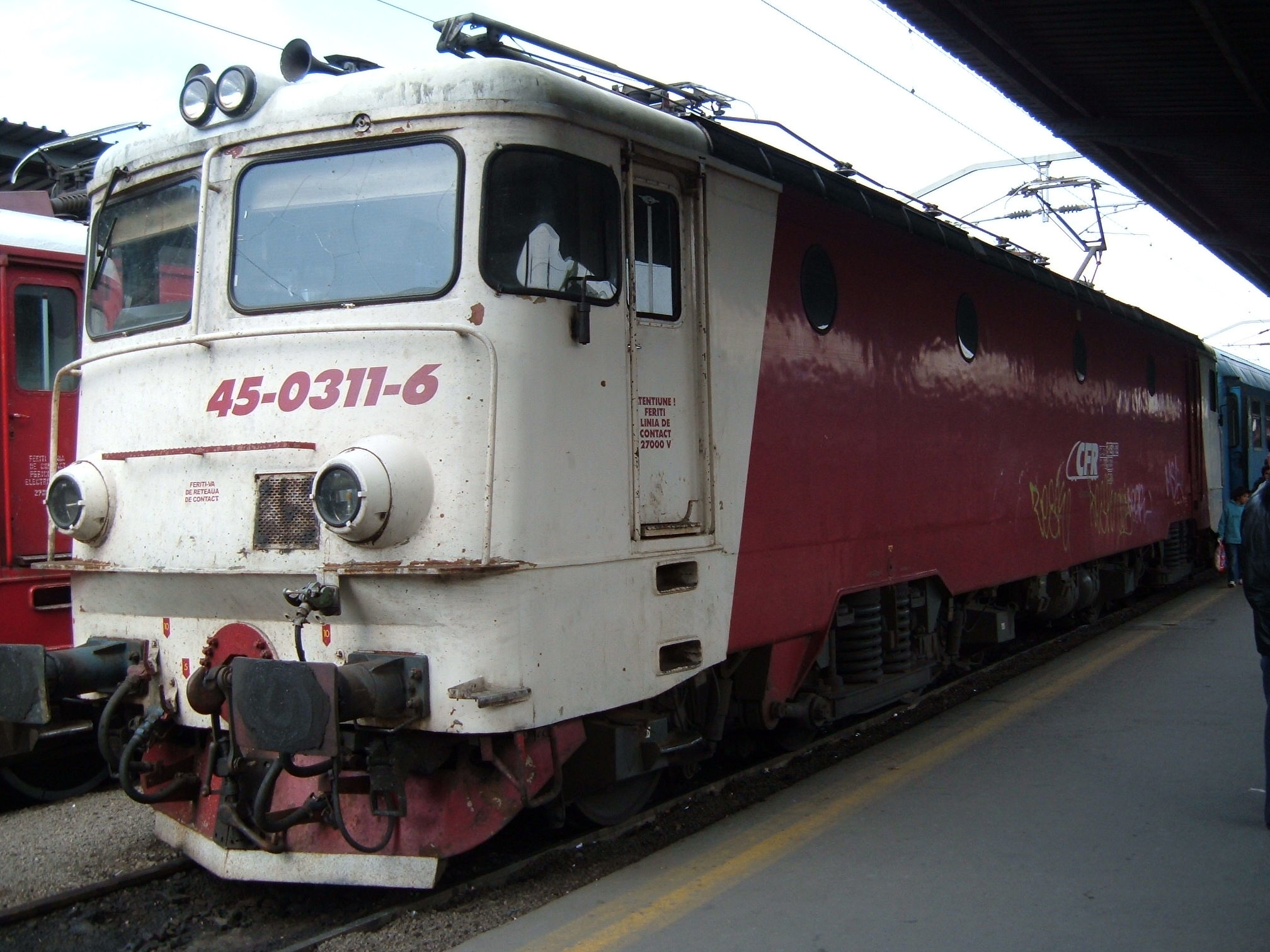
Locomotive électrique Electroputere/CFR - Class 45.

Lors de sa création, en 1949, Electroputere reprend une usine où sont construites des locomotives depuis 1941. Elle y fait de la réparation de locomotive à vapeur et elle produit des tramways et locomotives électriques jusqu'aux années 1960.
Le débouché naturel est bien sûr la compagnie nationale Căile Ferate Române (CFR), laquelle absorbe une grande part de la production—parc roulant complété par du matériel yougoslave, fourni par Končar Group. Les exportations démarrent vraiment vers 1970, à destination d’autres pays satellites : Pologne, Bulgarie, Yougoslavie… La Grèce, l’Iran et la Chine figurent aussi au registre des clients, pour plus de 1 000 machines.

### Locomotives diesel électriques

#### LDE 2100HP

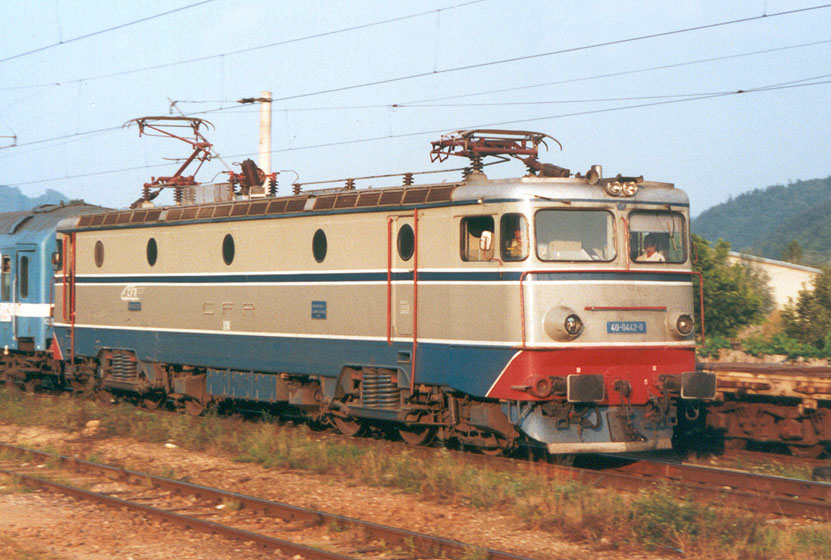
Locomotive électrique Electroputere/CFR - Class 40, 5100 kW.

Les 2100HP sont des locomotives conçues pour une utilisation mixte, voyageurs - fret, qui serviront ensuite dans les gares de triage et les chemins de fer industriels. Deux séries sont produites : entre 1959 et 1981 un modèle ayant une vitesse maximale de 100 km/h (Class 60 Royaume-Uni) ; et un modèle plus rapide, 120 km/h, entre 1966 à 1981 (Class 62 Royaume-Uni). Au total environ 2 404 exemplaires ont été livrés.
- 1407 exemplaires (2100 HP-CFR) sont livrés aux chemins de fer roumains, de 1960 à 1981.
- 160 exemplaires sont livrés, de 1970 à 1993, aux compagnies ferroviaires privées roumaines
- 420 exemplaires (2100HP PKP) sont livrés, de 1965 à 1978, aux Chemins de fer de l'État polonais (PKP SA). Ces moteurs sont du modèle le plus rapide Class 62.
- 130 exemplaires (2100HP BDZ) sont livrés, de 1966 à 1975, aux chemins de fer bulgares.
- 379 exemplaires (2100HP ND2) sont livrés, de 1971 à 1990, aux chemins de fer en Chine[12].

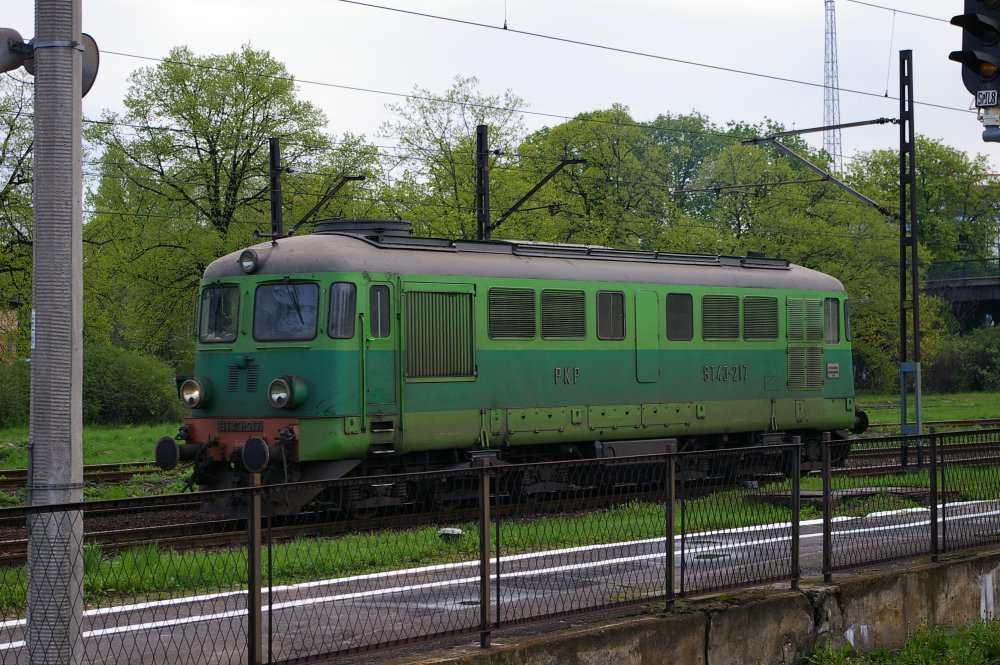
2100HP PKP 217 en 2006
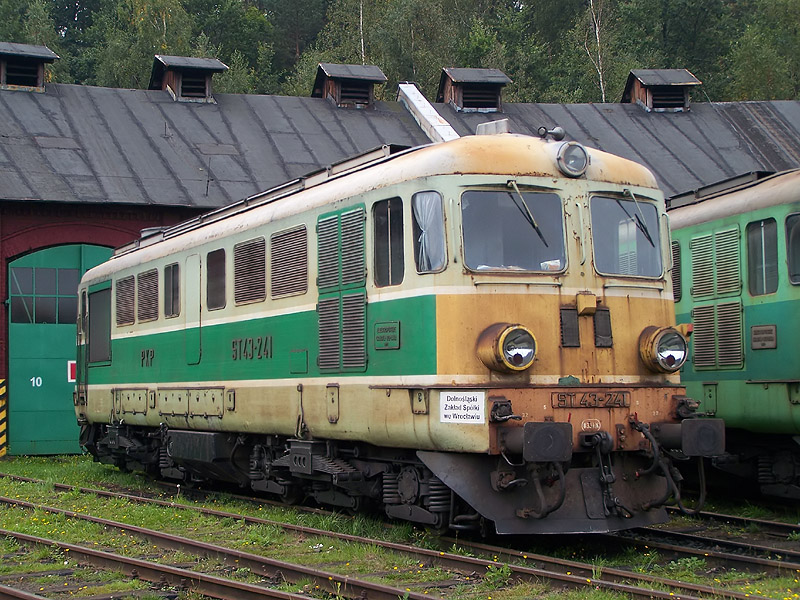
2100HP PKP 241
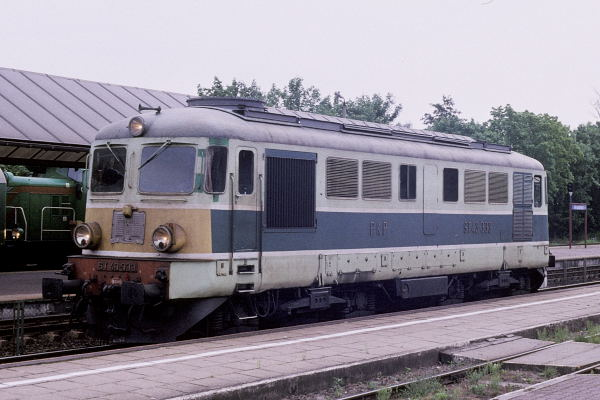
2100HP PKP 333 en 2004

#### 3500 HP-BR
Arrivée, en 1976, de 30 locomotives diesel outre-Manche, connues sous le matricule Class 56 dans la terminologie BR (British Rail, 56001 à 56030) : les Britanniques souhaitent lancer une nouvelle gamme d’engins fret. Le fabricant retenu, Brush Traction, se révèle incapable de les réaliser au sein de ses ateliers. BR se tourne alors vers Electroputere. Tout semble rentrer dans l’ordre, mais les locomotives venues de l’Est, pauvrement assemblées, souffrent de nombreux défauts de jeunesse. Si bien que le commanditaire est rapidement obligé de procéder à des réfections d’ensemble. Échaudé par cette cuisante expérience, BR renonce au programme restant et rapatrie les commandes, sur les ateliers BREL à Crewe et Doncaster.
Malgré cela, certains exemplaires ont mené une carrière normale, les dernières roumaines étant radiées au milieu des années 2000. Des groupes d’amateurs (particuliers) se sont constitués dans le but d’en sauvegarder, et entreprendre leur restauration.

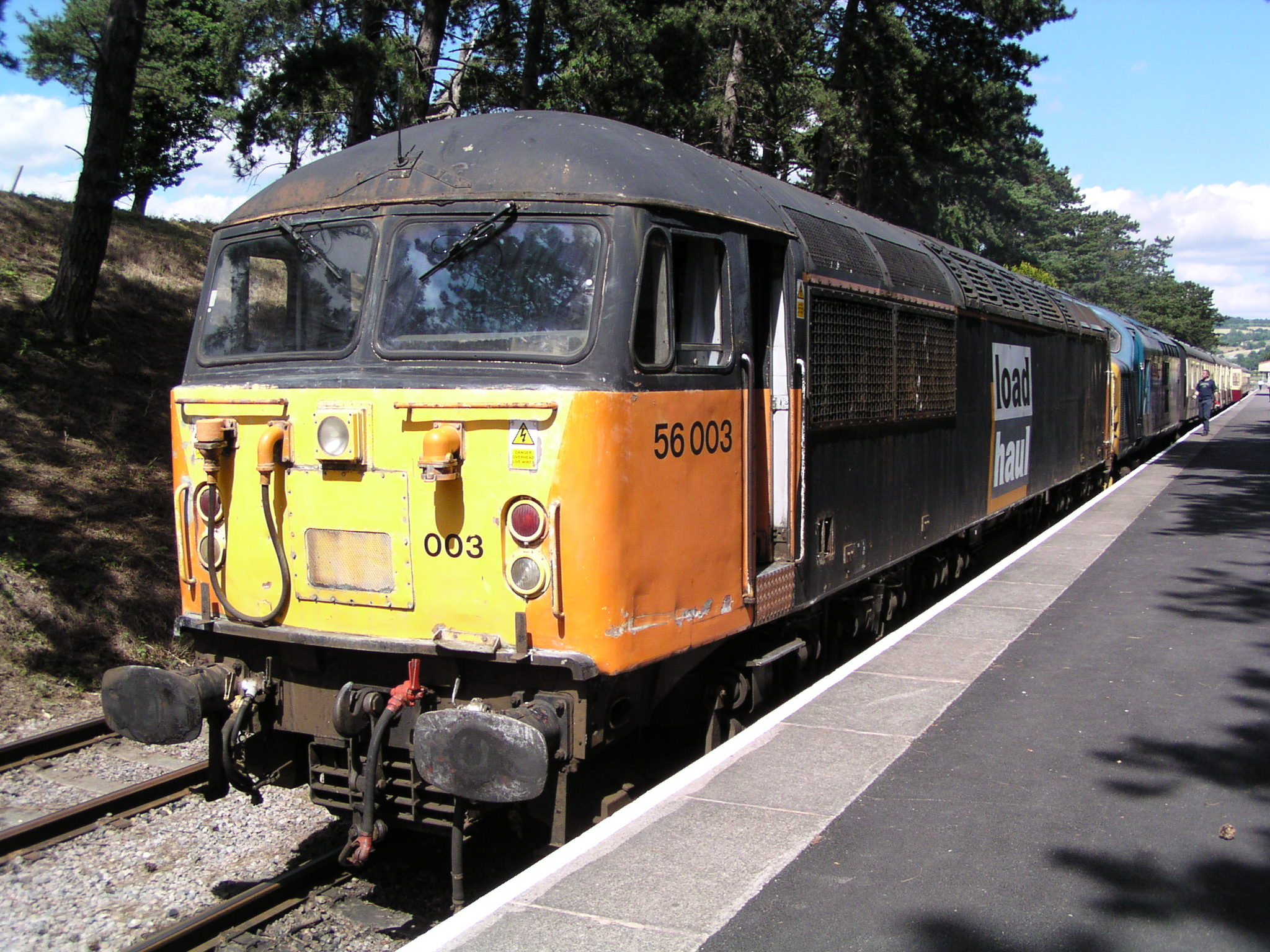
56003 Cheltenham 2005
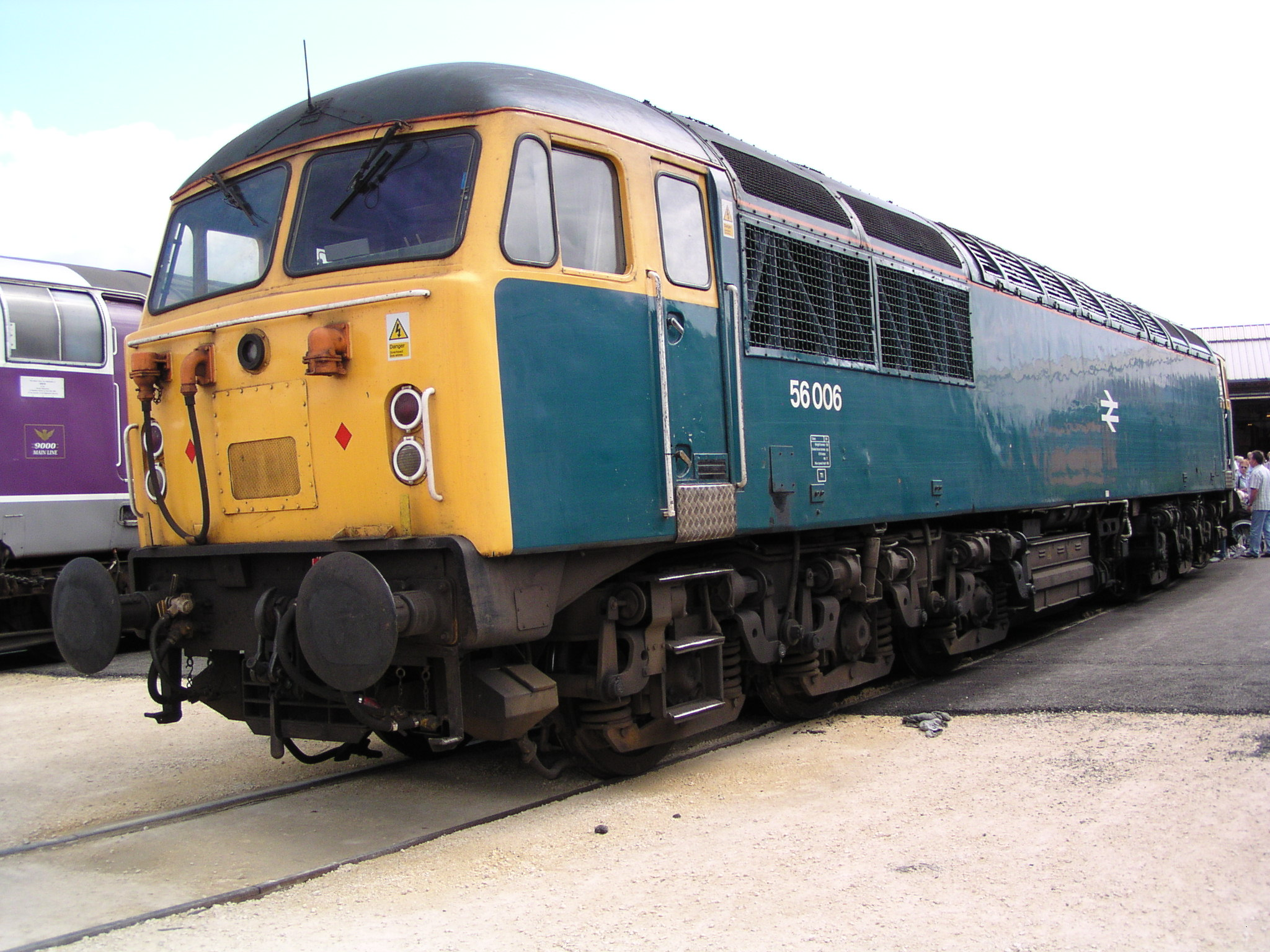
56006 Doncaster 2003
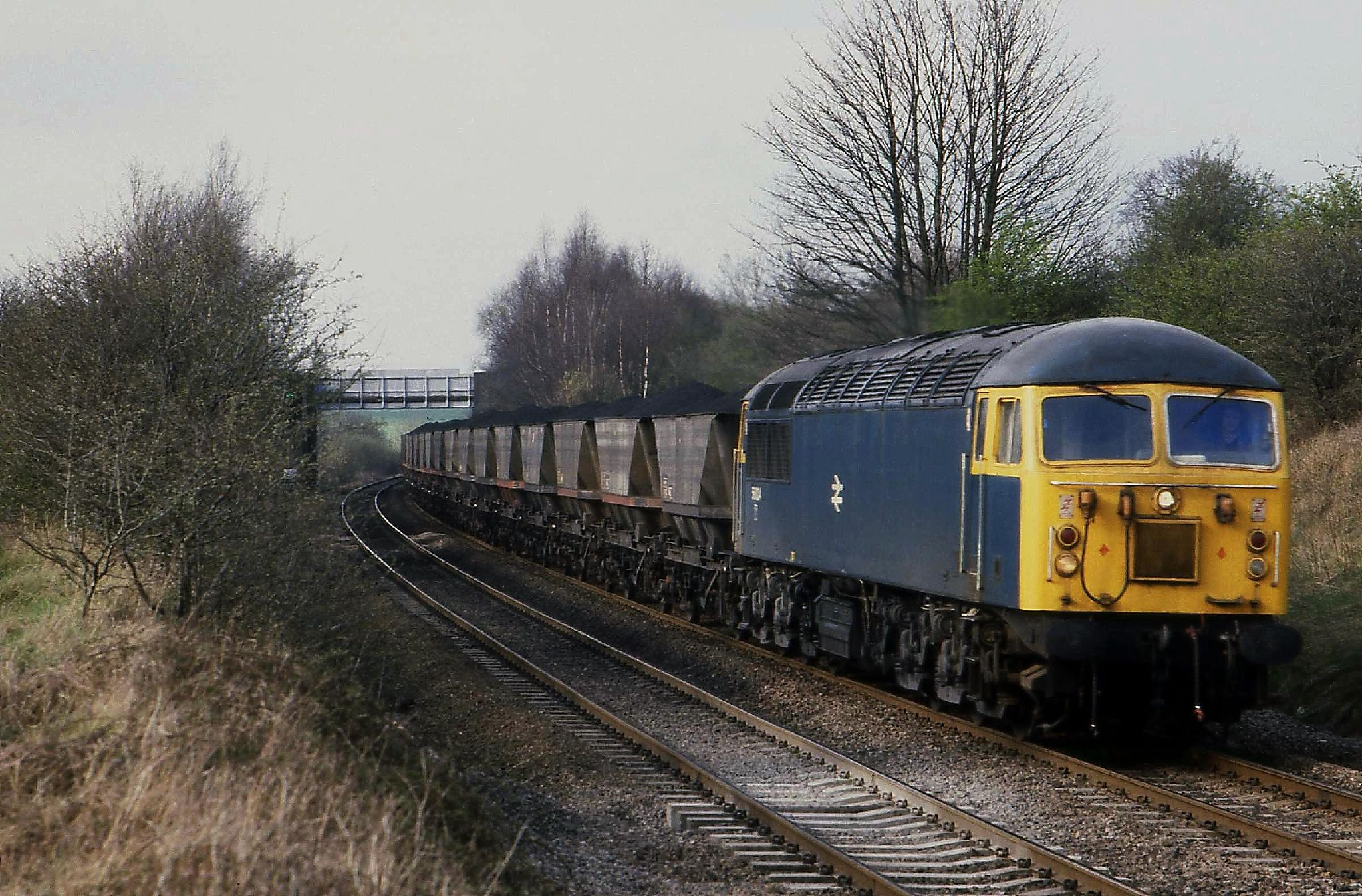
56014 Warsop 2007

### Locomotives électriques
- Class 40
- Class 41
- Class 42
- Class 45
- Class 47

## Dans la culture populaire
Electroputere Craiova (rebaptisé à la fin des années 1990) est aussi le nom donné au 2e club de foot de la ville, après l’Universitatea.
Pratique courante dans l’ancien bloc de l’Est, où les régimes communistes accordaient une grande place au sport dans le cadre de l’entreprise, plus généralement l’ensemble de la société. Le professionnalisme, pour les joueurs, étant officiellement proscrit…

## À côté
Si Craiova, grand centre industriel, est surtout associée au monde ferroviaire, un autre acteur de poids de la construction mécanique, est parvenu en Europe de l’Ouest : Oltcit, qui n’est autre que la filière locale de Citroën. Pendant une quinzaine d’années, des milliers de Citroën Axel sortirent de chaînes… elles aussi construites selon des standards qui n’ont rien d’occidentaux. Le coréen Daewoo repris brièvement le site, avant sa faillite. Ford est à présent dans la place, en assemblant de petits utilitaires et incessement sous peu le modèle B-MAX qui, ce dernier, sera exclusivement produit à Craiova.